# Acanthogammarus (Ancyracanthus) lappaceus
Acanthogammarus (Ancyracanthus) lappaceus is een vlokreeftensoort uit de familie van de Acanthogammaridae. De wetenschappelijke naam van de soort is voor het eerst geldig gepubliceerd in 2001 door Tachteew.